# Jean Pirro
Jean Pirro, també anomenat M. Pirro i Jean M. Pirro, (Wustviller (Gran Est.), 1813 - Saint-Dizier (Alt Marne), 1886), és l'autor de la llengua planificada Universalglot. Va néixer en una família de parla alemanya a Lorena i va ser professor d'alemany i música a Saint-Dizier. El 1868 va presentar la seva llengua planificada en un llibre que es va publicar gairebé simultàniament en alemany ("Universal Sprach") i francès ("Langue Universelle") a París.
És el pare del musicòleg i organista André Pirro.